# The Black Donnellys
The Black Donnellys ist eine US-amerikanische Fernsehserie über die Verstrickungen von vier irischstämmigen Brüdern in das organisierte Verbrechen in New Yorks Hell’s Kitchen. Die Erstausstrahlung vom 26. Februar bis zum 2. April 2007 auf NBC wurde nach sieben Folgen aufgrund geringer Zuschauerzahlen abgebrochen und die übrigen Folgen online veröffentlicht. In Deutschland strahlte der Pay-TV-Sender Premiere Serie The Black Donnellys vom 5. September bis zum 28. November 2007 aus.

## Handlung
Der nicht immer glaubwürdige Joey „Ice Cream“ erzählt im Gefängnis aus seiner Sicht die Geschichte der vier irischen Donnelly-Brüder. Diese wuchsen im New Yorker Viertel Hell’s Kitchen, das schon immer ein Brennpunkt von Konflikten verschiedener Bevölkerungsgruppen war, als Halbwaisen auf, da vor ungefähr einem Jahrzehnt die italienische Mafia den Vater der vier ermordete.
Nach einigen kleineren Straftaten führt die Entführung des mit der italienischen Mafia verwandten Buchmachers Louie Downtown dazu, dass Sean, der Jüngste der Donnelly-Brüder krankenhausreif geschlagen wird. Daraufhin erschießt Jimmy den Entführten. Der vernünftige Tommy wendet sich daraufhin an Huey, den Chef der irischen Mafia und guten Freund der Familie. Dieser handelt zum Schein einen Deal mit der italienischen Mafia aus, insgeheim soll jedoch Jimmy sterben. Da Tommy den Plan durchschaut, erschießt er mit Kevin den Verräter und einen Teil der italienischen Mafia. Durch diese Tat rutscht Tommy immer tiefer in eine Spirale der Gewalt.
Der neue irische Mafiaboss und Bruder von Huey, Dokey, sucht daraufhin nach dem Mörder seines Bruders und ist dabei nicht zimperlich. Als Kevin das Handy von Louie Downtown findet, in dem sämtliche Wettgeschäfte gespeichert sind, übernimmt er mit Jimmy und der Hilfe von Whitey, einem Bekannten von Kevin, sein Wettgeschäft. Dabei bekommen sie schnell Probleme, da sie Wettschulden nicht eintreiben können, die sie Bob the Mouth, dem Onkel von Whitey, schulden. Diesen töten die beiden daraufhin, um ihm zuvorzukommen. Jimmy beginnt zudem Schutzgeld zu erpressen. Als Jimmy erfährt, dass Whitey von der Polizei wegen des Mordes an Bob the Mouth vernommen wurde, kommt es zu einem Streit zwischen den beiden, der für Whitey tödlich endet. Da die Geschäfte von Jimmy immer größer werden, wird Dokey bald darauf aufmerksam und die Donnellys beginnen ihn zu beteiligen.
Da das Diner, das Jennys Dad betreibt, für baufällig erklärt wird, wird Tommy auf Immobiliengeschäfte aufmerksam, in denen die irische Mafia mit der italienischen Mafia zusammenarbeitet. Mit diesen Immobiliengeschäften hatte auch sein Vater zu tun und so erfährt er, dass Dokey der Mörder seines Vaters ist. Als dieser noch Jimmy demütigt, schlagen die Donnellys ihn zusammen. Da es zu viele Zeugen gibt, ermorden sie ihn jedoch nicht auf der Stelle. Daraufhin wollen sie aus Angst vor Vergeltung als Familie aus der Stadt fliehen, Dokey hält sie jedoch wenige Straßen weiter auf. Er fragt Tommy, wer Huey erschossen habe, und als Tommy den Mord gesteht, erschießt Dokey Tommys Mutter, die mit im Auto sitzt. In der folgenden Schießerei stirbt auch Dokey. Daraufhin fliehen die Donnellys in die Nacht, während die Mutter im Auto stirbt.

## Figuren
| Figur            | Darsteller          | Deutscher Sprecher |
| ---------------- | ------------------- | ------------------ |
| Tommy Donnelly   | Jonathan Tucker     | Tobias Kluckert    |
| Jimmy Donnelly   | Tom Guiry           | Tobias Nath        |
| Kevin Donnelly   | Billy Lush          | Konrad Bösherz     |
| Sean Donnelly    | Michael Stahl-David | Felix Spiess       |
| Jenny Reilly     | Olivia Wilde        | Uschi Hugo         |
| Joey „Ice Cream“ | Keith Nobbs         | Julien Haggége     |
| Nicky Cottero    | Kirk Acevedo        | Michael Iwannek    |

Tommy DonnellyDer Zweitälteste und vernünftigste der vier ist künstlerisch veranlagt und versucht einen Bogen um illegale Geschäfte zu machen, um eines Tages doch noch aus Hell’s Kitchen zu entkommen. Als sein Bruder Jimmy Donnelly das Viertel aufmischt, versucht Tommy alles wieder in Ordnung zu bringen, was ihm Konflikte mit dem Gesetz einbringt.
Jimmy DonnellyEr ist der Älteste der Brüder. Seit einem Unfall hat er ein verkrüppeltes Bein, allerdings hat er gelernt damit umzugehen. Bei einem Glücksspiel gewann er die Firecracker Lounge, eine Bar, die zum Treffpunkt der Brüder wurde. Als Jimmy die Kontrolle über sich und seine Umgebung verliert, bringt Tommy ihn kurzzeitig ins Gefängnis, da er der Meinung ist, dass Jimmy dort sicher ist und er dort einen Drogenentzug machen kann.
Kevin DonnellyEr ist ein erfolgloser Glücksspieler, der seine Brüder bei ihren illegalen Angelegenheiten so gut es geht unterstützt. Allerdings wird es immer schwieriger für ihn, sich zu entscheiden, welchem Bruder er helfen soll.
Sean DonnellyEr ist das Nesthäkchen und Mädchenschwarm. Er wird aus den Geschäften seiner Brüder so gut es geht herausgehalten und arbeitet als Barkeeper in der Firecracker Lounge. Als sich die Brüder mit der irischen und der italienischen Mafia anlegen, wird er verprügelt, sodass er einige Zeit im Krankenhaus verbringen muss.
Jenny ReillySie verbrachte ihre Kindheit mit den Donnellys, schon damals war sie in Tommy verliebt. Dennoch heiratete sie einen erfolglosen Lehrer, der bald darauf verschwand. Außer Jenny weiß jeder von dessen Tod. Sie arbeitet im Diner ihres Vaters, der unter Demenz leidet, dies aber nicht eingestehen will. Zudem hat sie Probleme mit Samson, der sie seit einem One-Night-Stand stalkt.
Joey „Ice Cream“Die Brüder kennen ihn seit ihrer Kindheit, er leistet ihnen in der Firecracker Lounge Gesellschaft. Er erzählt die Donnelly-Geschichte im Gefängnis verschiedensten Anwälten, Ermittlern oder etwa einem Pastor.
Nicky CotteroEr ist ein italienischer Gangster, der versucht, das von seinem Mentor Sal kontrollierte Viertel zu übernehmen.
In Nebenrollen sind zu sehen:
- Kate Mulgrew: Helen Donnelly
- Peter Greene: Derek „Dokey“ Farrell
- Michael Rispoli: Alo Onnatero
- Kevin Conway: Ian Reilly
- Betsy Beutler: Joanie
- James Badge Dale: Samson Dawlish
- Kevin Corrigan: Whitey
- Jamie Bonelli: Nadine
- Molly Schaffer: Kate Farrell
- Seamus Davey-Fitzpatrick: Matthew Farrell
- Brian Tarantina: Vinnie
- Patrick Brennan: Earl

## Episodenliste
Die erste Staffel wurde vom 26. Februar bis zum 2. April 2007 auf NBC ausgestrahlt. Da NBC der Meinung war, dass der Inhalt der dritten Episode „Göttliche Komödie“ zu gewalttätig sei, wurde diese nur online veröffentlicht und nicht im Fernsehen ausgestrahlt. Auch die letzten sechs Episoden wurden nur online veröffentlicht, weil die Serie nach der siebten Episode aufgrund schlechter Quoten eingestellt wurde. In Deutschland war die Serie vom 5. September bis zum 28. November 2007 vom Pay-TV-Sender Premiere Serie als Erstausstrahlung zu sehen. Von 2009 bis 2011 wurde die Serie in Deutschland auf TNT Serie ausgestrahlt, daraufhin kam die Serie zu 13th Street Universal.
| Nr. | Deutscher Titel       | Originaltitel                                            | Erstausstrahlung USA | Deutschsprachige Erstausstrahlung (D) | Regie             | Drehbuch                         |
| --- | --------------------- | -------------------------------------------------------- | -------------------- | ------------------------------------- | ----------------- | -------------------------------- |
| 1   | Unter Brüdern         | Pilot                                                    | 26. Feb. 2007        | 5. Sep. 2007                          | Paul Haggis       | Paul Haggis & Robert Moresco     |
| 2   | Der Preis Gottes      | A Stone of the Heart                                     | 5. März 2007         | 12. Sep. 2007                         | Paul Haggis       | Kim Clements & Paul Haggis       |
| 3   | Göttliche Komödie     | God Is a Comedian Playing to an Audience Afraid to Laugh | 5. März 2007         | 19. Sep. 2007                         | Dan Lerner        | Robert Moresco & Jeff F. King    |
| 4   | Asche zu Asche        | The World Will Break Your Heart                          | 12. März 2007        | 26. Sep. 2007                         | Deran Sarafian    | Bob Lowry & Kim Clements         |
| 5   | Dichtung und Wahrheit | Lies                                                     | 19. März 2007        | 3. Okt. 2007                          | Gloria Muzio      | Sean Whitesell                   |
| 6   | Helfer in der Not     | Run Like Hell                                            | 26. März 2007        | 10. Okt. 2007                         | Ed Sherin         | Laurie Hutzler & Gary Lennon     |
| 7   | Alles Glück der Erde  | The Only Thing Sure                                      | 2. Apr. 2007         | 17. Okt. 2007                         | David Straiton    | Allan Steele                     |
| 8   | Schulden und Erlösung | In Each One a Savior                                     | 9. Apr. 2007         | 24. Okt. 2007                         | Anthony Hemingway | Rafael Alvarez & Mick Betancourt |
| 9   | Tod der Kunst         | All of Us Are in the Gutter                              | 16. Apr. 2007        | 31. Okt. 2007                         | TJ Scott          | Alissa Haggis & Amanda Moresco   |
| 10  | Wer den Wind sät      | When the Door Opens                                      | 23. Apr. 2007        | 7. Nov. 2007                          | Jeff F. King      | Robert Moresco                   |
| 11  | Vater Unser           | Wasn’t That Enough?                                      | 30. Apr. 2007        | 14. Nov. 2007                         | Kevin Bray        | Alissa Haggis & Amanda Moresco   |
| 12  | Blutlinien            | The Black Drop                                           | 7. Mai 2007          | 21. Nov. 2007                         | Dan Minahan       | Paul Haggis & Sean Whitesell     |
| 13  | Das Tor zur Hölle     | Easy Is the Way                                          | 14. Mai 2007         | 28. Nov. 2007                         | Robert Moresco    | Paul Haggis & Sean Whitesell     |

## Hintergrund
Die Serie wurde von Paul Haggis gemeinsam mit Robert Moresco entwickelt. Moresco wuchs selbst als einer von sechs Söhnen eines Hafenarbeiters im Hell’s Kitchen auf und ließ viele Erlebnisse aus seiner Kindheit in die Drehbücher einfließen. Der Name der in New York gedrehten Serie kommt vom Spitznamen der berüchtigten kanadischen Donnelly-Familie, welche sich im 19. Jahrhundert an gewaltvollen Streitereien des Landes beteiligte. Anfänglich sollte der Titel der Serie „The Truth according To Joey Ice Cream“ lauten.
Die Synchronisation wurde von Berliner Synchron nach einem Dialogbuch von Stefan Mittag und Björn Schalla, unter der Dialogregie von Björn Schalla durchgeführt.
Obgleich ein großer Teil der Kritiken zur Serie negativ waren, gab es auch einige wohlwollende Kritiken zur Serie. Viele Kritiker zogen bei der Serie den Vergleich zu den Fernsehserien Die Sopranos und Brotherhood. Die Pilotfolge der Serie wurde 2007 von der Casting Society of America für einen Artios-Award in der Kategorie Bestes Casting eines Dramapilots nominiert. Zudem erhielt die neunte Episode, Tod der Kunst, von der American Society of Cinematographers 2008 eine ASC-Award-Nominierung für die Beste Kamera einer Fernsehserie.